# Ґромкі (Бартошицький повіт)
Ґромкі (пол. Gromki) — село в Польщі, у гміні Бартошиці Бартошицького повіту Вармінсько-Мазурського воєводства.
Населення — 87 осіб (2011).

## Демографія
Демографічна структура станом на 31 березня 2011 року:
|          | Загалом | Допрацездатний вік | Працездатний вік | Постпрацездатний вік |
| -------- | ------- | ------------------ | ---------------- | -------------------- |
| Чоловіки | 44      | 11                 | 29               | 4                    |
| Жінки    | 43      | 7                  | 25               | 11                   |
| Разом    | 87      | 18                 | 54               | 15                   |